# Lungafloden
Lungafloden er en flod på nordkysten af  Guadalcanal nær Lunga Point med en biflod ved Savo Sound (som hed Sealark Sound før 2. Verdenskrig).